# Genista kolakowskyi
Genista kolakowskyi är en ärtväxtart som beskrevs av Sachokia. Genista kolakowskyi ingår i släktet ginster, och familjen ärtväxter. Inga underarter finns listade i Catalogue of Life.